# Троїцьке (сільське поселення присілок Брюхово)
Троїцьке (рос. Троицкое) — село в Мединському районі Калузької області Російської Федерації.
Населення становить 14 осіб. Входить до складу муніципального утворення Присілок Брюхово.

## Історія
Від 2004 року входить до складу муніципального утворення Присілок Брюхово.

## Населення
| 2002 | 2010 |
| ---- | ---- |
| 19   | ↘14  |